# Municipio de Oxford (condado de Erie)
El municipio de Oxford (en inglés: Oxford Township) es un municipio ubicado en el condado de Erie en el estado estadounidense de Ohio. En el año 2010 tenía una población de 1201 habitantes y una densidad poblacional de 17,75 personas por km².

## Geografía
El municipio de Oxford se encuentra ubicado en las coordenadas 41°19′39″N 82°41′46″O / 41.32750, -82.69611. Según la Oficina del Censo de los Estados Unidos, el municipio tiene una superficie total de 67.65 km², de la cual 67,39 km² corresponden a tierra firme y (0,38 %) 0,26 km² es agua.

## Demografía
Según el censo de 2010, había 1201 personas residiendo en el municipio de Oxford. La densidad de población era de 17,75 hab./km². De los 1201 habitantes, el municipio de Oxford estaba compuesto por el 97,25 % blancos, el 0,25 % eran afroamericanos, el 0,08 % eran amerindios, el 0,67 % eran asiáticos, el 0,58 % eran de otras razas y el 1,17 % eran de una mezcla de razas. Del total de la población el 1,17 % eran hispanos o latinos de cualquier raza.